# Espot
Espot è un comune spagnolo di 309 abitanti situato nella comunità autonoma della Catalogna, nell'omonima valle e ad est del Noguera Pallaresa.